# کوویو
کوویو (به ایتالیایی: Cuvio) یک کومونه در ایتالیا است که در استان وارزه واقع شده‌است.

## خصوصیات
کوویو ۵٫۹ کیلومترمربع مساحت و ۱٬۶۱۰ نفر جمعیت دارد.